# Universitat Washington a Saint Louis
La Universitat Washington a Saint Louis (en anglès: Washington University in St. Louis) és una universitat privada situada a Saint Louis (Missouri), en els Estats Units.
La universitat té estudiants i professorat dels 50 estats dels EUA i de més de 125 nacions. Vint-i-dos premis Nobel han tingut afiliació amb la universitat. La universitat és reconeguda com una de les més fortes del món, amb programes exemplars en medicina, arquitectura, treball social, art i enginyeria, entre d'altres. En US News and World Report, la universitat és reconeguda com una de les millors quinze universitats dels EUA.
Les seves anteriors denominacions van ser: Elliot Seminary i Washington Institute.

## Història
En 1853 la universitat va ser fundada per Thomas Eliot, un sacerdot de Saint Louis i avi de l'escriptor T.S. Eliot, per donar un millor nivell d'educació a Missouri abans d'aquesta data. A més, la universitat va servir com una força oposada a la regió durant la Guerra Civil dels Estats Units, quan l'altra gran universitat de Missouri es va aliar amb l'Exèrcit sudista. Després de la guerra, la universitat va arribar a ser una bastió d'educació liberal en el mig oest dels Estats Units. A l'el llarg dels anys es van agregar diferents escoles a la institució, com una escola d'assistència social a la fi del segle xviii, i una escola d'odontologia a principis del segle xix.

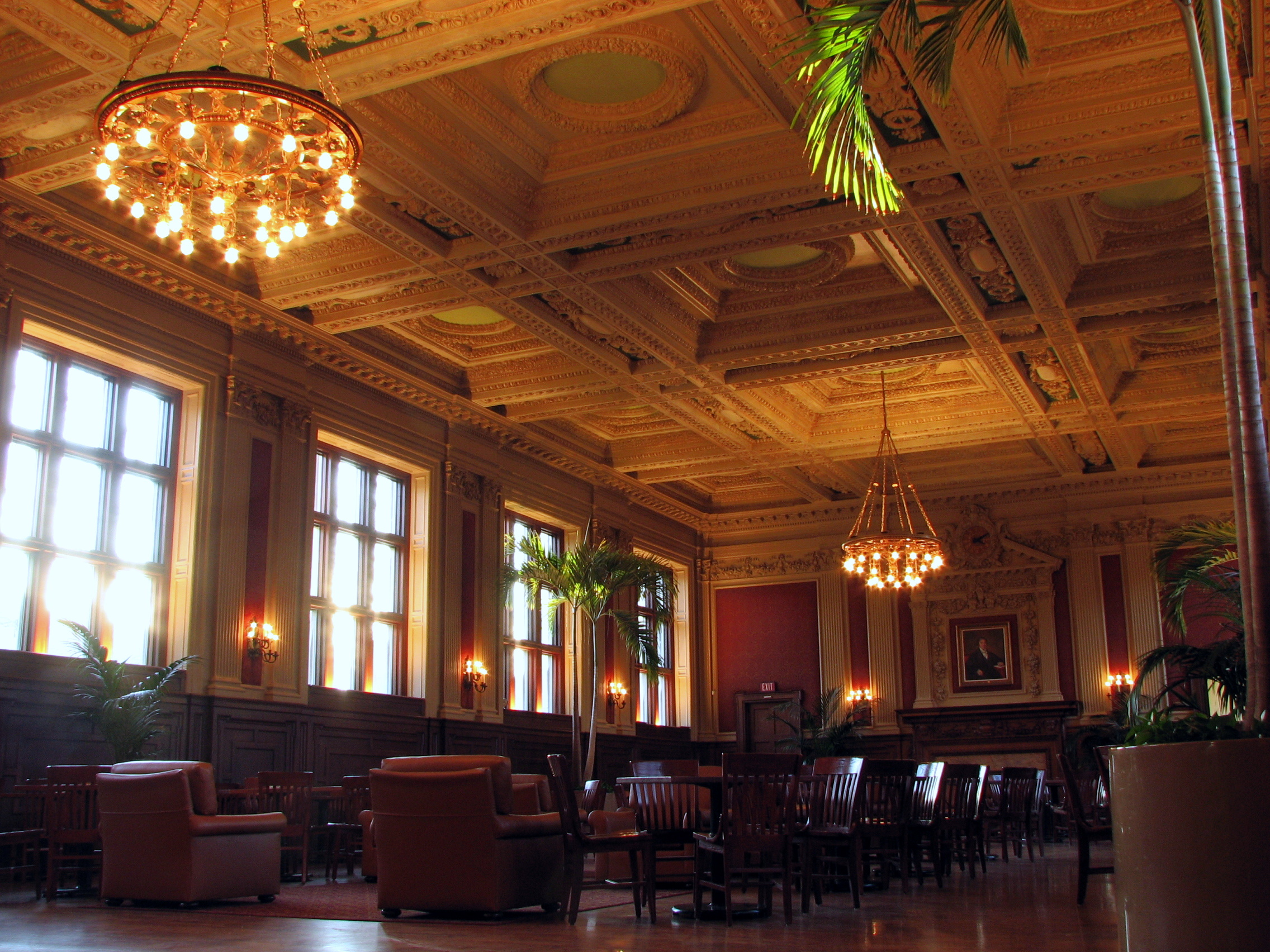
La Sala Holmes.

Per la dècada de 1950 d'aquest mateix segle, l'escola de medicina de la universitat era una de les cinc millors als Estats Units. També durant aquests anys els solados nord-americans estaven tornant de la Segona Guerra Mundial. Aquest retorn va canviar el sistema universitari als Estats Units. La Universitat Washington es va obligar a construir residències estudiantils per a tots els estudiants estrangers a l'estat. A aquest punt la universitat es va convertir en una institució nacional en comptes d'un centre d'educació regional. Amb aquest canvi, la reputació de la universitat es va tirar a créixer amb l'ingrés de persones noves.
En la dècada de 1990, amb l'augment en competència universitària al món, i especialment als Estats Units, la universitat es va fer notar entre el públic. El gran nombre d'escoles que conté la universitat destacades per US News i altres publicacions de guies universitàries va beneficiar la fama de la universitat. Actualment la universitat és una de les 10 més selectives al país.

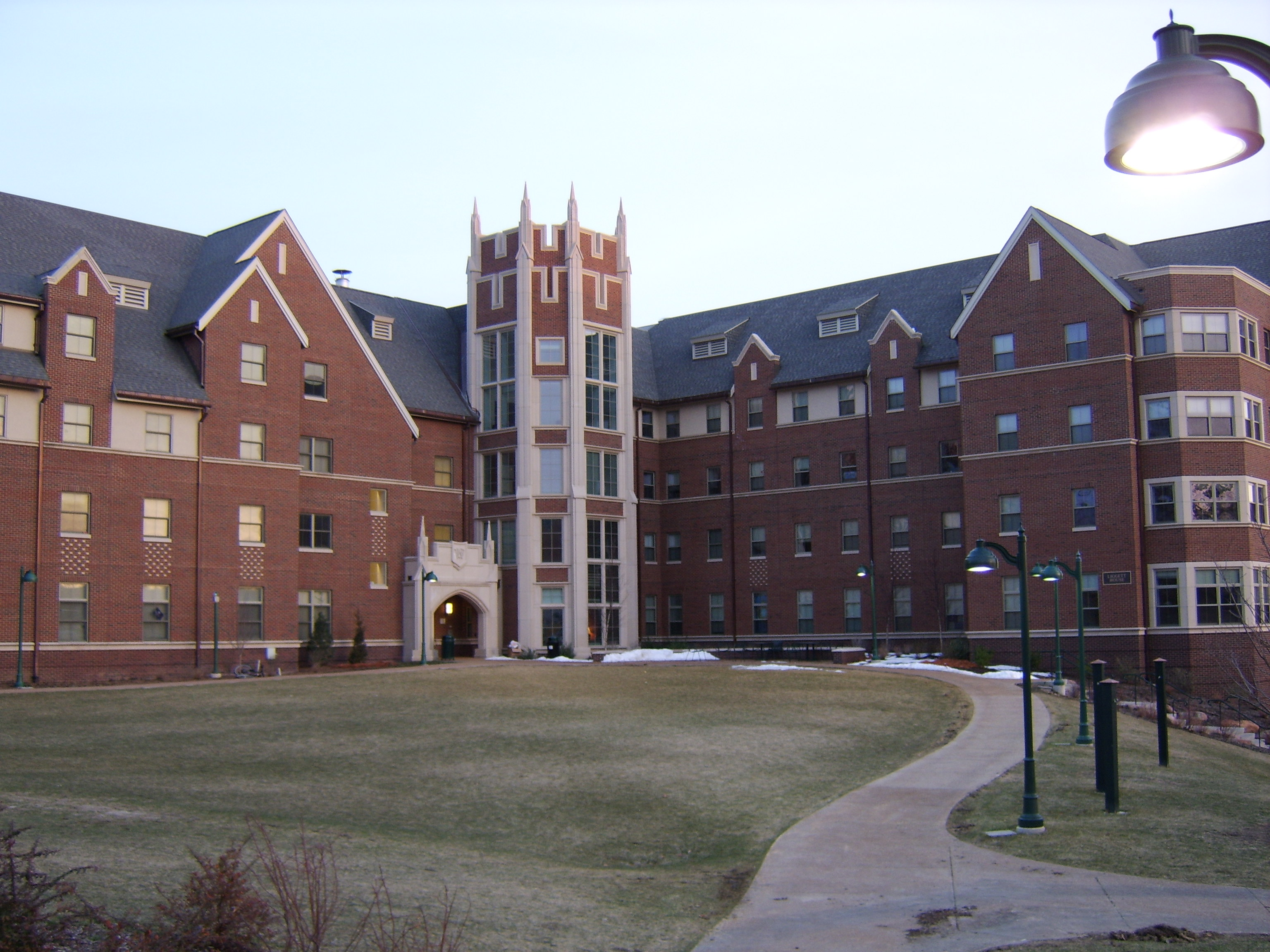
La Residència Liggett Koenig.

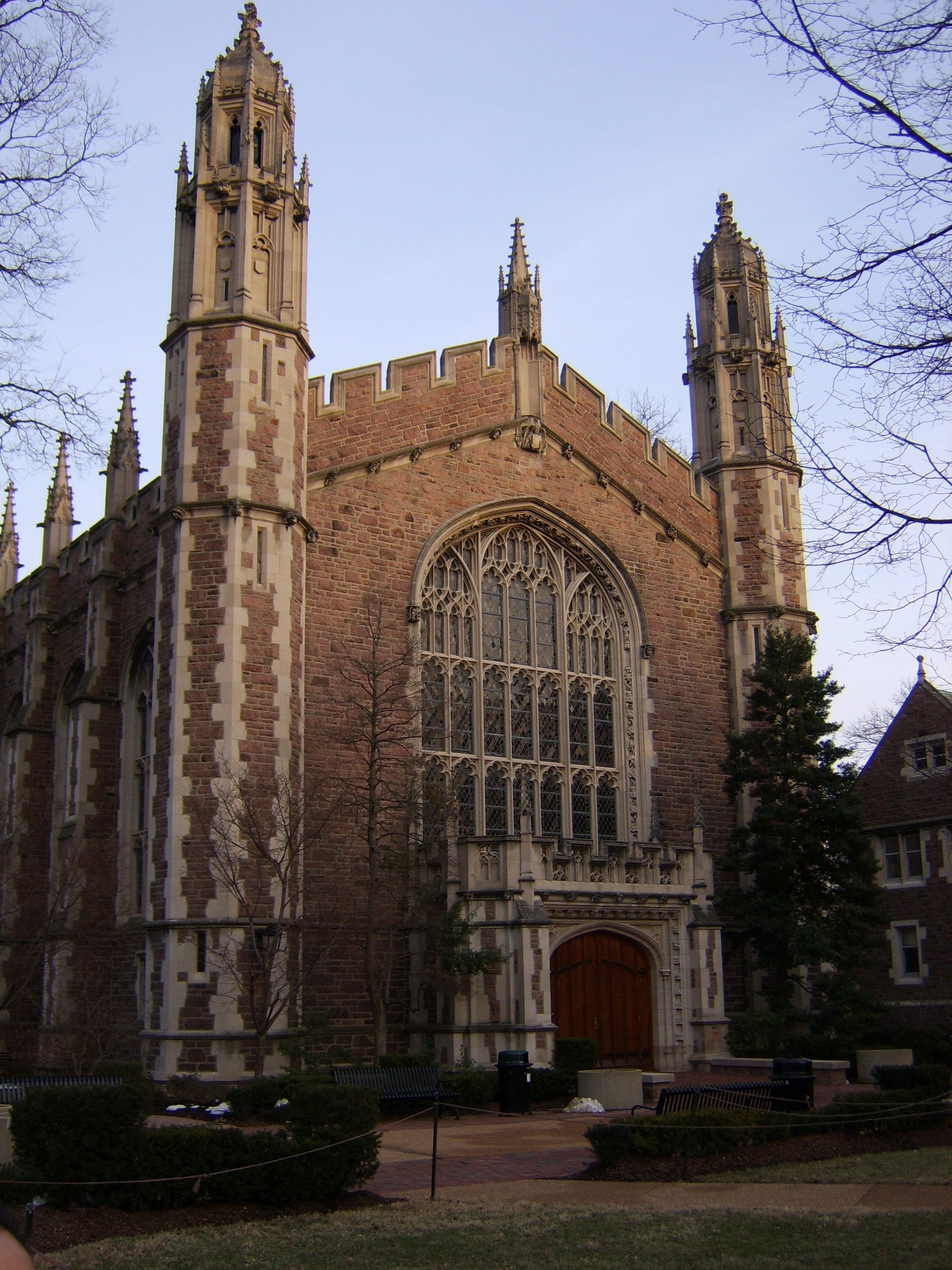
La Capella Graham.

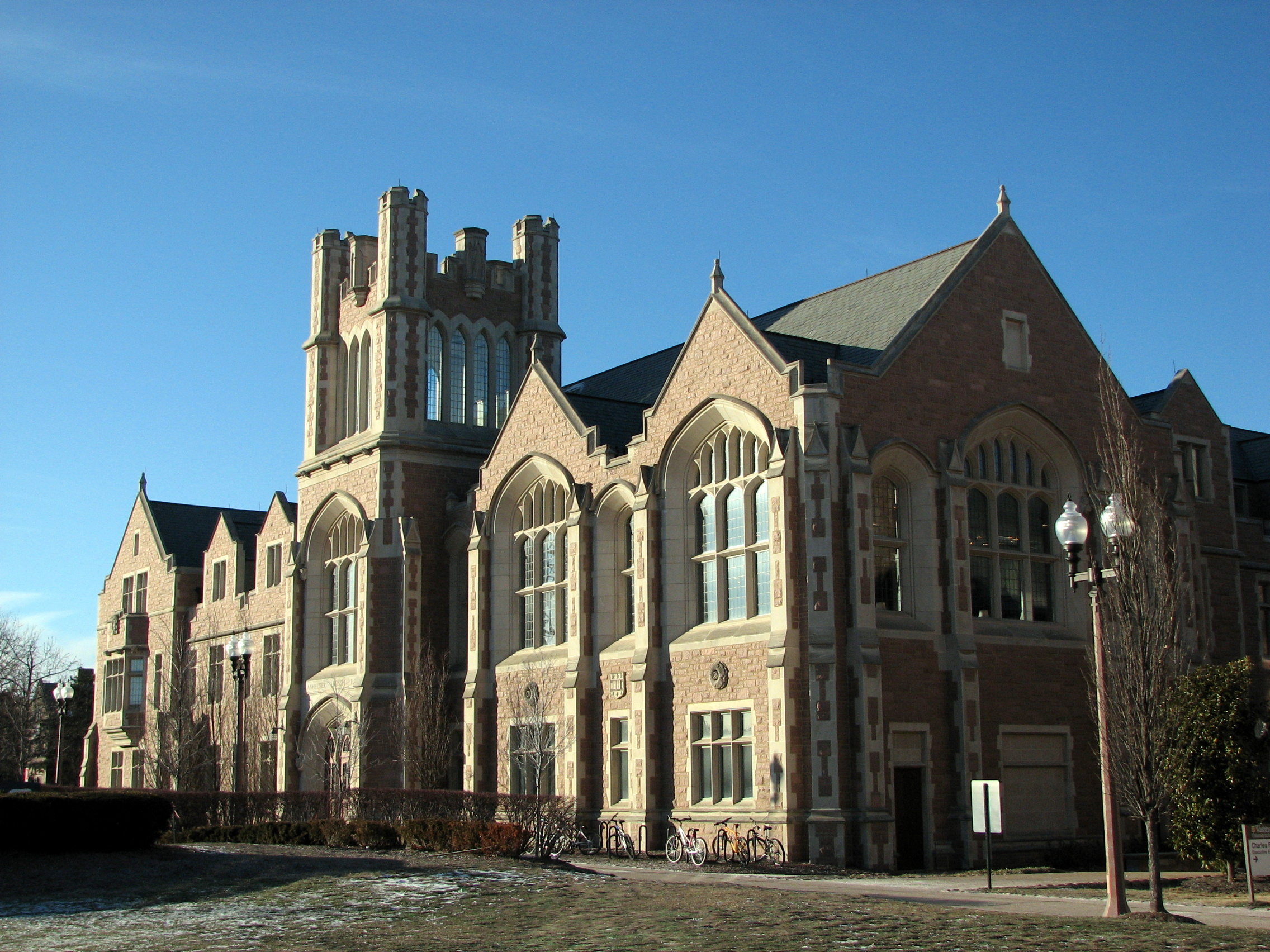
L'Escola De Dret.

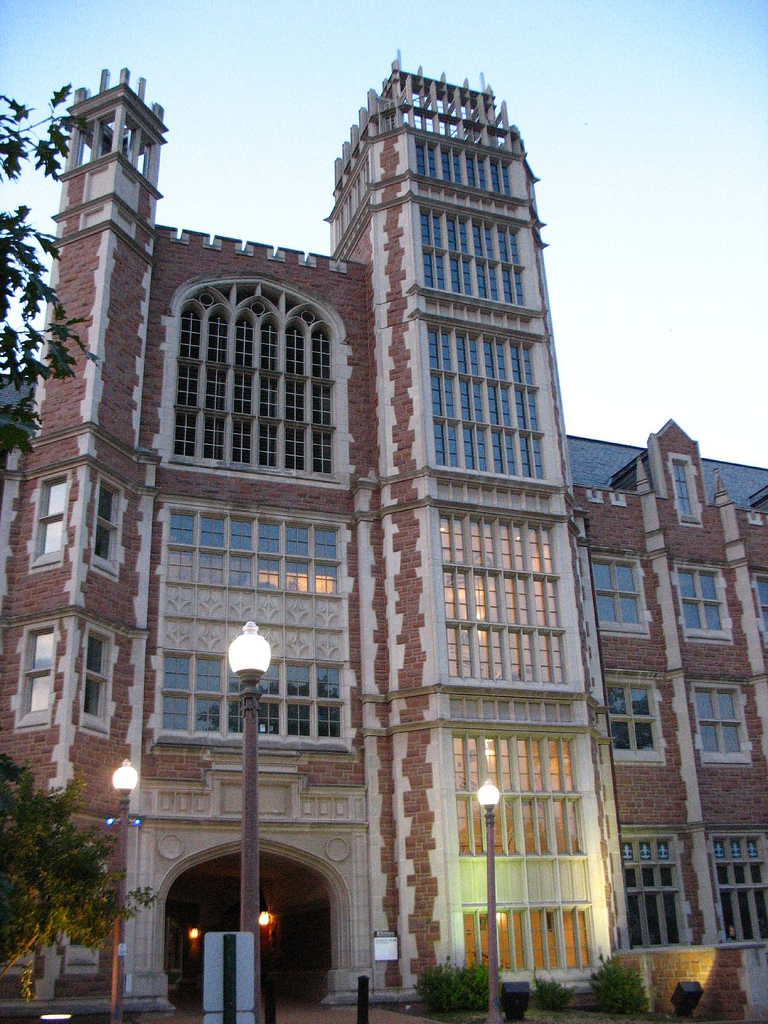
El Departament de Psicologia.

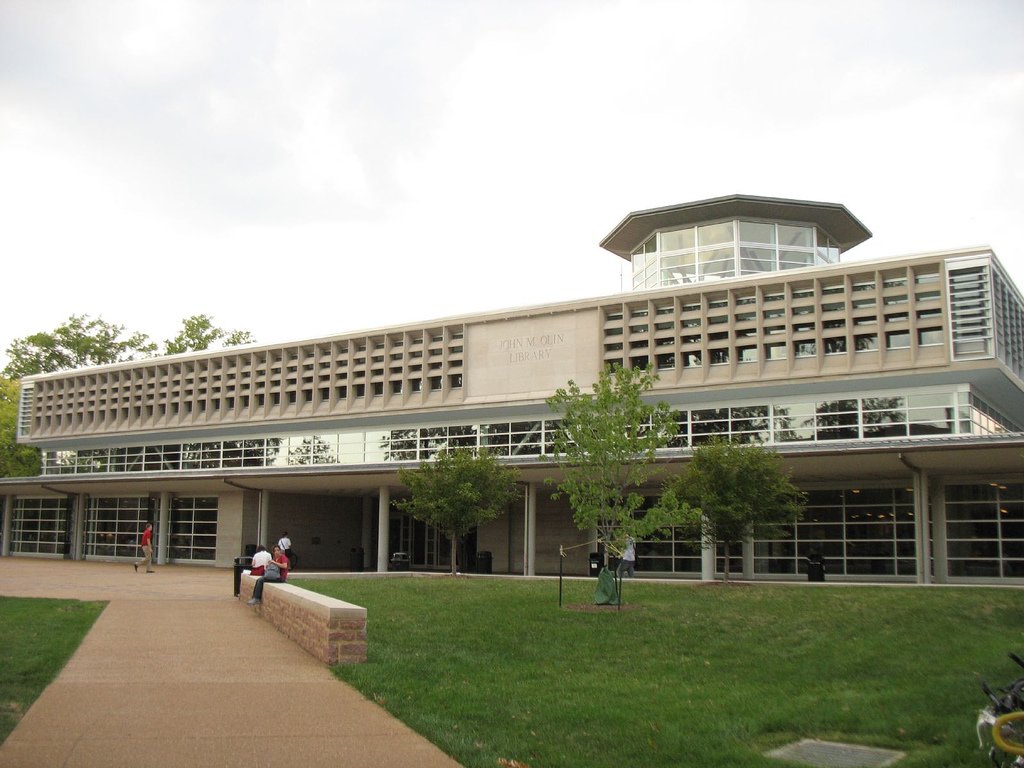
La Biblioteca Olin.

## Facultats i escoles
La Universitat Washington en Saint Louis té nou escoles i facultats:
- Facultat d'Arts i Ciències (College of Arts & Sciences). Fundada en 1853.
- Facultat universitària (University College). Fundada en 1931.
- Escola Sam Fox de Disseny i Arts Visuals (Sam Fox School of Design & Visual Arts). Fundada en 2005.
- Escola de Negocis Olin (Olin Business School). Fundada en 1912.
- Escola d'Enginyeria i Ciència Aplicada (Washington University School of Engineering and Applied Science). Fundada en 1854.
- Escola de Dret (Washington University School of Law). Fundada en 1867.
- Escola de Postgrau d'Arts i Ciències (Graduate School of Arts & Sciences). Fundada en 1922.
- Escola George Warren Brown de Treball Social (George Warren Brown School of Social Work). Fundada en 1925.
- Escola de Medicina (Washington University School of Medicine). Fundada en 1891.

## Antics alumnes notables
- Clyde Cowan (A. m., Ph.D. 1949), descobridor del neutrí
- Charles Eames, dissenyador i arquitecte
- Steve Fossett (M.B.A. 1968), aventurer
- Conde Nast (L.L.B. 1897), editor de Vogue
- Daniel Nathans (M.D. 1954), laureado del Premi Nobel en medicina
- Mike Peters (B.F.A. 1965), guanyador del Premi Pulitzer, creador de “Mother Goose and Grimm”
- Harold Ramis (A.B. 1966), actor de pel·lícula, escriptor i director
- Peter Sarsgaard (A.B. 11995), actor
- Marilyn vós Savant (1946), Rècord Guinness com la persona més intel·ligent de la història (I.Q. 226).
- Tennessee Williams (Estudiant 1936-37), dramaturg
- George Zimmer (A.B. 1970), fundador de Men's Wearhouse